# Kyle Trask
Kyle Jacob Trask (geboren am 6. März 1998 in Manvel, Texas) ist ein US-amerikanischer American-Football-Spieler auf der Position des Quarterbacks. Er spielte College Football für die Florida Gators. Im NFL Draft 2021 wurde Trask in der zweiten Runde von den Tampa Bay Buccaneers ausgewählt.

## Frühe Jahre
Trask wurde in Manvel, Texas, geboren und ging auf die dortige Highschool. Seine Eltern besuchten beide die Texas A&M University und benannten ihren Sohn nach dem Stadion der Texas A&M Aggies, dem Kyle Field. In der Highschool war Trask in seinem Jahr als Freshman Starter und sah anschließend als Backup für D’Eriq King, der später für die Houston Cougars und die Miami Hurricanes spielte, begrenzte Einsatzzeit. Trask erhielt Stipendienangebote von der University of Florida, der Houston Baptist University, der Lamar University und der McNeese State University. Er entschied sich für Florida, das mit Abstand bedeutendste College-Football-Programm aus den vier Angeboten.

## College
Trask spielte von 2017 bis 2020 für die Florida Gators. Er sollte zunächst mit Feleipe Franks, der ebenfalls Freshman war, um den Job als Starting Quarterback konkurrieren. Verletzungsbedingt kam Trask allerdings nicht zum Einsatz, nachdem er sich in der Saisonvorbereitung im Frühling einen Meniskusriss zuzog und sich wenige Tage vor Saisonbeginn am Fuß verletzte. In die Saison 2018 ging Trask als Backup von Franks. Im Spiel gegen Missouri wurde Trask für Franks eingewechselt, nachdem dieser schwache Leistungen gezeigt hatte. Danach war zunächst unklar, ob im weiteren Saisonverlauf Trask oder Franks der Starter sein würde. Allerdings verletzte sich Trask wenige Tage später im Training schwer, sodass die Saison für ihn beendet war.
Nachdem sich Franks im dritten Spiel der Saison 2019 gegen Kentucky am Knöchel verletzt hatte, übernahm Trask als Starter. Daraufhin spielte Trask eine starke Saison und gewann zum Saisonabschluss mit den Gators den Orange Bowl gegen Virginia. Nach einem eher durchwachsenem Start in das Spiel führte Trask sein Team letztlich zu einem 36:28-Sieg. Insgesamt verzeichnete Trask in der Saison 2941 Passing Yards und 25 Touchdowns bei sieben Interceptions. Franks wechselte nach der Saison zu den Arkansas Razorbacks.
In der Saison 2020 avancierte Trask zu einem der Favoriten auf die Heisman Trophy. In seinen ersten sechs Spielen gelangen ihm jeweils mindestens vier Touchdownpässe, in zwei Spielen kam er auf sechs Touchdowns. Mit über 30 Touchdownpässen in seinen ersten sieben Auftritten stellte er einen neuen Rekord in der Southeastern Conference (SEC) auf. Am 31. Dezember 2020 kündigte er an, sich für den NFL Draft 2021 anzumelden. Bei der Wahl zur Heisman Trophy belegte Trask den vierten Platz.

### College-Statistiken
| Saison                       | Team    | Spiele | Passing  | Passing | Passing | Passing | Passing | Passing |
| Saison                       | Team    | Spiele | Comp-Att | Comp%   | Yards   | TD      | INT     | QB Rtg  |
| ---------------------------- | ------- | ------ | -------- | ------- | ------- | ------- | ------- | ------- |
| 2018                         | Florida | 3      | 14–22    | 63,6    | 162     | 1       | 0       | 140,5   |
| 2019                         | Florida | 12     | 237–354  | 66,9    | 2941    | 25      | 7       | 156,1   |
| 2020                         | Florida | 12     | 301–437  | 68,9    | 4283    | 43      | 8       | 180,0   |
| Gesamt                       | Gesamt  | 25     | 552–813  | 67,9    | 7386    | 69      | 15      | 168,5   |
| Quelle: sports-reference.com |         |        |          |         |         |         |         |         |

## NFL
Trask wurde im NFL Draft 2021 in der zweiten Runde an 64. Stelle von den Tampa Bay Buccaneers ausgewählt. Als dritter Quarterback hinter Tom Brady und Blaine Gabbert kam Trask in seiner ersten NFL-Saison nicht zum Einsatz. Auch in der Saison 2022 war Trask Ersatzspieler und kam lediglich zu einem Kurzeinsatz bei der Niederlage gegen die Atlanta Falcons am letzten Spieltag der Regular Season, bei der er drei von neun Pässen ans Ziel brachte. Nach dem Karriereende von Brady konkurrierte Trask in der Vorbereitung auf die Saison 2023 mit dem neuverpflichteten Baker Mayfield um die Position des Starting-Quarterbacks. Dabei konnte Mayfield sich durchsetzen und spielte gut, ohne verletzungsbedingt auszufallen, sodass Trask auch 2023 kaum zum Einsatz kam. Auch in der Saison 2024 spielte Trask als Ersatzmann von Mayfield nur vereinzelt bei Kurzeinsätzen und warf einen Pass für fünf Yards. Im März 2025 unterschrieb Trask einen neuen Einjahresvertrag bei den Buccaneers.

## Persönliches
Kyle Trasks Großvater Orville Trask gewann 1960 und 1961 mit den Houston Oilers als Defensive Tackle die Meisterschaft in der American Football League (AFL) und spielte 1962 für die Oakland Raiders.